# Pan-Afrikanischer Kongress
Die Pan-Afrikanischen Kongresse (englisch Pan-African Congress) waren eine Serie von fünf internationalen Zusammenkünften in der ersten Hälfte des 20. Jahrhunderts, die sich, organisiert durch W. E. B. Du Bois (William Edward Burghardt Du Bois), der Situation des afrikanischen Kontinents und der Afrikaner in der Diaspora widmeten. Die Pan-Afrikanischen Kongresse fanden
- 1919 in Paris,
- 1921 in Brüssel, London und Paris,
- 1923 in London und Lissabon,
- 1927 in New York City, sowie
- 1945 in Manchester statt.

Einer generellen Desillusionierung durch den Ersten Weltkrieg folgend, sollte sich der Kongress mit der Lösung der Problemen des Kontinents auseinandersetzen, die von der Kolonialpolitik der europäischen Großmächte verursacht wurden. Die folgende Dekolonisation Afrikas wurde philosophisch und politisch entscheidend durch die Ergebnisse der Kongresse mitbestimmt.

## Die ersten fünf Kongresse
Bereits 1900 fand in London vor allem mit Vertretern der Westindischen Inseln die erste panafrikanische Konferenz statt. Die Afrikaner der Diaspora teilten das wiederkehrende Erlebnis der rassistischen Diskriminierungen durch die weißen Kolonialherren. Hinzu kommt eine verstärkte Bewusstseinsbildung für die gemeinsame Herkunft, die unmoralische Versklavung ihrer Vorfahren, und ein wachsendes politisches Bewusstsein, und dies vor allem in den Vereinigten Staaten und auf den karibischen Inseln der europäischen Kolonien. Angesichts der weltumspannenden Gräuel des von Europa ausgehenden Großen Krieges wandten sich viele Afrikaner vom zum Teil respektierten europäischen Ideal ab und besannen sich ihrer „schwarzen Wurzeln“. Abgesehen davon wurden die Soldaten aus den afrikanischen Kolonien, wie zum Beispiel die Zuaven oder die Tirailleurs sénégalais in der französischen Armee, die Seite an Seite mit ihren europäischen Kameraden kämpften, durch ihre Vorgesetzten oftmals diskriminierend behandelt.
Den Begriff Panafrikanismus (siehe auch: Pan-Bewegungen) wurde um 1900 durch Henry Sylvester Williams geprägt. Die Idee verfolgt die Einheit aller Menschen afrikanischer Kultur und Herkunft. Das heißt der Afrikaner selbst, und jenen Menschen die im Laufe der Jahrhunderte durch den europäischen und arabischen Sklavenhandel in die Karibik, nach Nord- und Lateinamerika, in den Mittleren Osten und teils sogar nach Südasien verschleppt wurden.
57 Delegierte nahmen am 1. Pan-Afrikanischen Kongress teil. Vorrangig ging es um die Verfassung einer Petition an die gleichzeitig stattfindende Pariser Friedenskonferenz. In Anlehnung an das von US-Präsident Woodrow Wilson geforderte Selbstbestimmungsrecht der Völker im Rahmen seines 14-Punkte-Programms, forderten die Delegierten:
1. Die Alliierten mögen die ehemals deutschen Afrika-Territorien im Namen der dort lebenden Afrikaner in Gemeinschaft verwalten.
2. Die Afrikaner sollen an der Regierung ihrer Länder beteiligt sein, „so schnell es ihre Entwicklung erlaubt“, bis ihnen zu einem unabsehbaren, zukünftigen Zeitpunkt, die Selbstverwaltung verliehen wird.

Der 2. Pan-Afrikanische Kongress tagte in mehreren Sitzungen in verschiedenen Städten und gilt als das radikalste Zusammentreffen in der Reihe der Kongresse. Der Kongress kulminierte schließlich in der Annahme des Londoner Manifests: England, mit all seiner Pax Britannica, seinen Gerichten, etablierte den Handel und eine bestimmte Anerkennung lokaler Gesetze und Bräuche, und hat nichtsdestoweniger die Ignoranz unter den Einheimischen gefördert, sie versklavt – und versklavt sie auch weiterhin – hat es für gewöhnlich verweigert die Braunen und die Schwarzen überhaupt in Selbstverwaltung zu trainieren, zivilisierte schwarze Leute als zivilisiert anzuerkennen, oder den farbigen Kolonien jene Selbstverwaltung zuzugestehen, die es weißen Menschen freigiebig erteilt. (aus dem London Manifesto von 1921). Teilnehmer waren u. a. der indische Revolutionär Shapurji Saklatvala und der besonnene senegalesische Politiker Blaise Diagne.
Der schlecht besuchte und organisierte 3. Pan-Afrikanische Kongress bekräftigte dennoch die vorhergehenden Prinzipien und forderte:
- die Entwicklung Afrikas zum Wohle der afrikanischen Völker;
- Selbstverwaltung und verantwortungsvolle Regierung für Britisch-Westafrika und der British West Indies;
- die Aufhebung des Anspruchs einer kleinen weißen Minderheit in Kenia, Rhodesien und Südafrika eine schwarze Bevölkerungsmehrheit zu dominieren;
- die Abschaffung des lynching and mob Gesetzes in den USA.

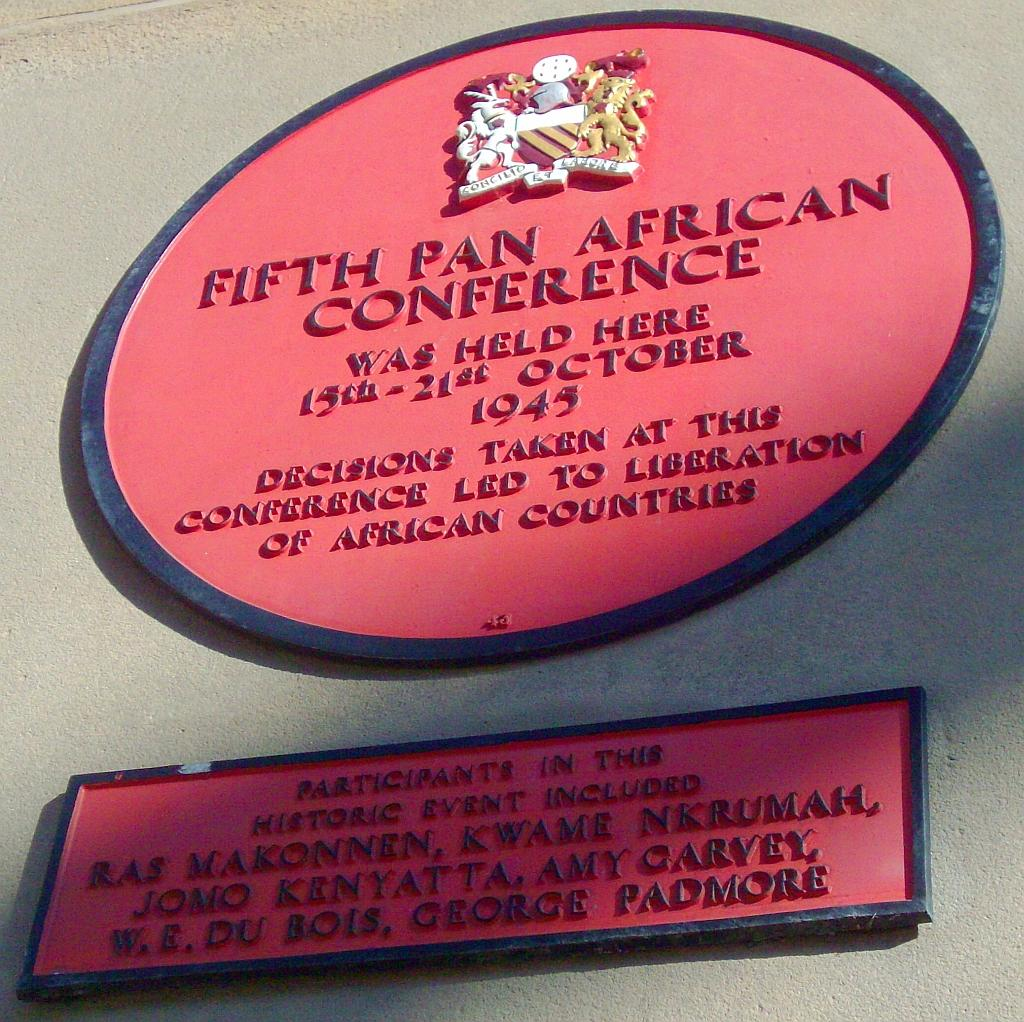
5. Pan-Afrikanischer Kongress

Nachdem der 4. Pan-Afrikanische Kongress ähnliche Resolutionen, wie schon der vorhergehende Kongress beschloss, trafen sich nach dem Zweiten Weltkrieg 90 Delegierte (davon 26 aus ganz Afrika), zum 5. Pan-Afrikanischen Kongress in Manchester (Nordengland). Darunter waren Peter Abrahams vom ANC und eine große Anzahl von Männern die einmal politische Führer ihrer Länder werden sollten, so wie: Hastings Kamuzu Banda, Kwame Nkrumah, Obafemi Awolowo und Jomo Kenyatta. 33 Delegierte kamen von den Westindischen Inseln und 35 von unterschiedlichen britischen Organisationen. Auch der damals bereits 77-jährige Du Bois war anwesend.
Die Hauptresolution dieses Treffens prangerte Imperialismus und Kapitalismus an. In der britischen Presse Widerhall fand auch die Forderung Rassismus zu einem Verbrechen zu erklären. Marcus Grant, Mitglied der West African Youth League, sagte: Wir sind ungewillt weiterhin zu verhungern, während wir der Welt Fronarbeit leisten, um durch unsere Armut und Ignoranz, eine falsche Aristokratie und einen diskreditierten Imperialismus zu unterstützen. Wir verurteilen das Monopol des Kapitals und das Gesetz des Privatvermögens und eine Industrie, die allein dem Privatvermögen gilt. Wir werden klagen, anrufen und anfechten. Wir werden die Welt die Fakten unserer Lage anhören lassen. Wir werden in jeder möglichen Form für Freiheit, Demokratie und soziale Besserstellung kämpfen.
Das Manifest des Pan-Afrikanischen Kongress positionierte die politischen und wirtschaftlichen Forderungen des Kongress innerhalb der neuen Welt der internationalen Zusammenarbeit, welche sich aus „der grauenvollen Prüfung des Befreiungskrieges gegen den Faschismus“ erhebt. Es verlangte das Ende der Kolonialherrschaft, der rassischen Diskriminierung, während es den Kampf gegen den Imperialismus, für die Menschenrechte und Chancengleichheit weiter brachte.

## Weitere Kongresse
- 6. Panafrikanischer Kongress Juni 1974 in Daressalam, Tansania[2]
- 7. Panafrikanischer Kongress 1995 in Kampala, Uganda[3]
- 8. Panafrikanischer Kongress 16. bis 14. Januar 2014 in Johannesburg, Südafrika (angekündigt)[4]

## Auswirkungen
Die durch die Pan-Afrikanischen Kongresse formulierten Prinzipien und Ideale fanden weite Verbreitung unter den jungen Intellektuellen Afrikas. Viele der späteren Protagonisten afrikanischer Eigenstaatlichkeit waren schon früh mit den Ideen des Panafrikanismus vertraut.
Die so genannte Casablanca-Gruppe, darunter Ghana, Ägypten, Marokko und Mali, strebten einen Bund sämtlicher afrikanischer Länder an. Das Projekt war eine Nachfolgeorganisation der kurzlebigen Union afrikanischer Staaten. Dem gegenüber standen die Länder, die eine graduelle Integration durch ökonomische Zusammenarbeit bewirken wollten. Diese Länder waren zumeist ehemals französische Kolonien und wurden Monrovia-Gruppe genannt. 1963 gingen beide Ländergruppen in der internationalen Organisation für Afrikanische Einheit (OAU) auf.
Mit der Auflösung der OAU am 9. Juli 2002 wurde gleichzeitig ihre Nachfolgeorganisation, die Afrikanische Union (AU) gegründet. Der AU gehören außer Marokko alle afrikanischen Staaten an. Sie ist im strukturellen Aufbau und in ihrer Zielsetzung der EU ähnlich und mit weitreichenderen Kompetenzen als ihre Vorgängerorganisation ausgestattet. Ihr Sitz liegt in der äthiopischen Hauptstadt Addis Abeba. Zu den in der Gründungsakten erwähnten Institutionen gehören u. a.: die Generalversammlung als Hauptorgan (Art. 6 ff.), der Exekutivrat (Art. 10 ff.), das Panafrikanische Parlament (Art. 17), der Gerichtshof (Art. 18), die Kommission (Art. 20), ein ständiger Vertretungsausschuss (Art. 21), sieben spezielle Ausschüsse für Technik (Art. 14 f.), Wirtschafts-, Sozial- und Kulturrat (Art. 22) sowie die drei Finanzinstitutionen Afrikanische Zentralbank, Afrikanischer Währungsfonds und Afrikanische Investmentbank (Art. 19).

## Weiterführende Literatur
- George Padmore: History of the Pan-African Congress: colonial and coloured unity, a programme of action. London [1963], 2. Auflage (Report of the 1945 Pan-African Congress)